# Parasitaxus usta
Parasitaxus usta ist die einzige Pflanzenart in der monotypischen Gattung Parasitaxus aus der Familie der Steineibengewächse (Podocarpaceae). Sie wird in der Roten Liste der IUCN als „gefährdet“ (vulnerable) geführt. Diese Art ist der einzige bekannte Parasit innerhalb der Nacktsamer (Gymnospermae).

## Verbreitung
Parasitaxus usta ist eine endemische Art Neukaledoniens, wo sie sehr zerstreut in abgelegenen, dicht bewaldeten Gebieten (Pouébo, Rivière Bleue, Poila) in Höhenlagen zwischen 400 und 1100 Meter vorkommt.

## Beschreibung
Die Art wächst als immergrüner Strauch oder kleiner Baum und erreicht Wuchshöhen von 1,0 bis 1,8 m. Sie parasitiert über ihre Wurzeln auf der ebenfalls zu den Steineibengewächsen gehörenden Art Falcatifolium taxoides. Der junge Strauch wächst zunächst aufrecht; seine Triebe sind mit hell kupferroten Schuppenblättern besetzt. An älteren Trieben sind die Schuppenblätter dunkel kupferrot, graurot oder blaurot. Im oberen Bereich bildet der Strauch eine Krone mit manchmal überhängenden Zweigen.
Die männlichen Blütenkätzchen sind 4 Millimeter lang, bis zu 2 Millimeter dick und sitzen auf einem bis 6 Millimeter langen beblätterten Stiel. Die weiblichen Blüten sind 1,4 × 0,4 Millimeter groß und reifen zu bis zu 4 Millimeter großen, bläulichweiß bereiften, runden fruchtartigen Strukturen heran. Der Samen ist kugelig, etwa 4 Millimeter dick und innen stark verholzt.

## Systematik
Parasitaxus usta wurde 1862 durch Eugène Vieillard als Dacrydium ustum in der Zeitschrift Annales des sciences naturelles, 4. série, Botanique, Band 16, Seite 56 erstbeschrieben. 1972 wurde sie durch David John de Laubenfels im Werk Flore de la Nouvelle-Calédonie et dépendances, Band 4, Seite 45 in die Gattung Parasitaxus gestellt. Synonyme der Art sind Podocarpus ustus (Vieill.) Brongn. & Gris und Nageia usta (Vieill.) Kuntze.